# Fédération wallonne des étudiants de Louvain
La Fédération wallonne des étudiants de Louvain a été créée en 1902 et regroupe des régionales wallonnes.
Certains étudiants de l'Université catholique de Louvain, comme ceux qui habitaient Mouscron ou Virton n'étaient pas en mesure de retourner chaque semaine à la maison vu les difficultés des communications à la fin du XIXe siècle et au début du XXe siècle. Ils se retrouvaient entre eux lors des weekends. C'est ainsi que sont nées des régionales qui, plus tard, furent fédérées en 1902. Les critères principaux de regroupement de ces régionales étaient les traditions, les dialectes, les origines régionales communes... La Fédération existe toujours même si elle a changé légèrement son appellation (« La Fédé ») et ne joue plus de rôle politique déterminant comme autrefois. Elle reste cependant un organe très actif et fédère encore et toujours les 17 régionales qui la compose.

## La raison d'être de l'organisation
Les premières années du siècle voient se créer des régionales regroupant les étudiants wallons originaires de Namur, du Brabant wallon. Ces Wallons relèvent le défi lancé par 
«  les flamingants de l'époque qui, coiffés de leur pet (casquette plate) germanique [...] s'en vont par les rues de la cité estudiantine en beuglant leur Oranje boven et leur Leve Wilhelmine et leurs haineux A bas la calotte, en assommant leurs camarades(?) wallons. »

Le but de la Fédération communément désignée par La Fédé c'est, selon son président en 1906-1907, Étienne Orban de Xivry, du Luxembourg
« l'extension de la réunion provinciale en ce sens qu'ici, non seulement nous unissons les énergies d'un canton ou d'une province pour tendre au même but; religion et patrie, mais que ce sont toutes les énergies que nous éprouvons avant la bataille... »
La Fédé est suspendue en mai 1909 par les autorités de l'Université catholique de Louvain sans que l'on sache pourquoi. En 1913 Monseigneur Paulin Ladeuze lui permet d'exister à nouveau.

## Un intérêt pour l'engagement politique
La Fédé ne se contente pas d'organiser des activités de pure détente, mais invite des gens comme le ministre Henri Carton de Wiart, ministre de la Justice, le député Max Pastur qui siègera plus tard à l'Assemblée wallonne. À cette époque, la Fédé a 567 membres issus de six régionales et un délégué de la Flandre wallonne. En 1914 la Fédé prend position contre le flamingantisme et contre la flamandisation de l'Université de Gand, estimant qu'une université pour les Flamands doit sans doute être créée, mais soit à Courtrai, soit à Malines. Deux collaborateurs de l' Avant-garde (qui est le journal officiel de la Fédé), plaident en faveur de l'envoi de délégués catholiques à l'Assemblée wallonne, estimant que les catholiques doivent faire front avec les libéraux et les socialistes en faveur de la cause wallonne. Le journal estudiantin est aussi très frappé par les manifestations wallonnes lors de la Joyeuse-Entrée d'Albert Ier à Mons et Liège en 1913 et la Lettre au Roi sur la séparation de la Wallonie et de la Flandre est aussi fort discutée.

## Les années 1920
Les années 1920 baignent dans le climat d'unionisme caractéristique des années suivant la Première Guerre mondiale. Le journal L'Avant-garde tient même à préciser: 
« Qu'on n'aille surtout pas considérer la Fédération wallonne comme un organisme de résistance au Nord du pays. Wallons nous le sommes sans doute et crânement; mais avant tout belges et belges à tout crin! »
En 1920-1921, la Fédé accueille Marc Sangnier le fondateur du Sillon mouvement démocrate et chrétien condamné par Rome en 1910, précédé par un article de présentation par le jésuite Pierre Charles dans l' Avant-garde. C'est le futur Premier ministre Jean Duvieusart qui signe le compte rendu de la conférence dans l'Avant-garde. L'année suivante la Fédé invite Élie Baussart qui entretient son auditoire du régionalisme dont sa revue La Terre wallonne entreprend de faire la doctrine.

En 1923-1924, la Fédé compte 624 membres. L'abbé Omer Englebert vient les entretenir de l'âme wallonne. Dans le contexte de la réoccupation de la Ruhr par des troupes françaises et belges en 1923, la Fédé invite Norbert Wallez (qui introduit et découvre Hergé dans son journal Le Vingtième Siècle) et qui tire des évènements des conclusions qui surprennent dans la mesure où il préconise l'union de la Belgique et de la Rhénanie: 
« Une fédération Belge-Rhénane avec 2 budgets, 2 parlements, 2 armées, mais une diplomatie et un État [...] 18 millions d'habitants, l'union des grands bassins de l'Escaut, de la Meuse et du Rhin, enfin le rétablissement de l'axe véritable de notre Culture.  »
Pour l'abbé Wallez, malgré l'opposition des pays voisins, la Belgique pourrait compter, pour faire avancer ce projet sur l'Italie de Mussolini. La tendance est à l'autoritarisme. La Fédé invite des représentants de l'Action française de Charles Maurras en janvier 1924 et si les étudiants n'adhèrent pas à toutes les idées de ce groupe, ils pensent que les principes d'autorité et d'ordre pourraient et devraient s'appliquer à la Belgique. En 1925, la Fédé est d'ailleurs présidée par Théo Vleurick, membre de l' Action nationale le mouvement nationaliste de Pierre Nothomb. Le projet a existé d'inviter aussi des Italiens favorable à l'expérience du Fascisme. la Fédé à cette époque lutte contre le virus séparatiste, invite H.Taittinger, un député français proche des idées de Pierre Nothomb.

Les années suivantes, la Fédé entre dans une forme de léthargie, peut-être en raison de la condamnation de Charles Maurras par le Vatican, peut-être en raison du fait que Léon Degrelle prend une place importante à l'Avant-garde, peut-être aussi parce que des difficultés internes au journal vont l'empêcher de paraître de 1929 à 1930. En 1930-1931 Michel Morimont du Brabant wallon préside la Fédé et proclame sans ambiguïté: 
« Chaque fois  qu'on a voulu injurier la Belgique, son Roi, ses gloires et ses héros, la Fédération wallonne s'est dressée pour proclamer à la face du pays qu'il reste des patriotes à l'Université de Louvain. Nos frères flamands, s'ils veulent encore que nous les appelions ainsi, en voyant passer nos cortèges ont trop souvent cru assister au défilé d'une armée ennemie venue leur livrer bataille. La Fédération wallonne trahirait son patriotisme si elle ne tentait pas le rapprochement des Wallons et des Flamands. Ce fut toujours le mot d'ordre de ses chefs: ce qu'elle n'admettra jamais, c'est que sous prétexte de défendre des revendications pour une part justes, on travaille à la destruction d'une Patrie qui nous est chère. »

## Les années 1930
Les années 1930 marquent un  tournant avec la fixation de la Frontière linguistique, l'influence de l'abbé Jules Mahieu et du Père Laffineur "aumônier" de la Fédé. L'Avant-garde échappe à la tutelle de la Fédé ce qui conduit les dirigeants de celle-ci à créer un autre organe de presse L'Ergot. Le 19 octobre 1932, Jean Fosty écrit dans le journal: 
«  Nous repartons sous le signe wallon; en paix avec chacun, en guerre avec tous ceux qui s'attaqueront au coq [...] Fondé pour défendre les intérêts de la Fédération wallonne et des wallons en général l'Ergot entrera dans la voix du régionalisme [...] De plus en plus la guérison du malaise belge s'avère dans la décentralisation et le respect du caractère propre à chacune des deux entités ethniques qui composent la Belgique. »
Les fondements de la doctrine de L'Ergot en ce qui concerne l'avenir de la Belgique sont longuement discutés en 1937 par les dirigeants de la Fédé assistés par des anciens de Louvain. Le journal les publie:
- maintien du principe monarchique,
- autonomie culturelle progressive par la création de deux Conseils culturels,
- unilinguisme en Wallonie, bilinguisme fonctionnel à Bruxelles,
- large décentralisation du pays en deux Régions,
- référendum populaire et secret dans certaines communes de la frontière linguistique,
- création d'un grand mouvement d'idées en faveur de la question wallonne,
- intervention  directe auprès des parlementaires chaque fois que l'intérêt des Wallons est en jeu,
- création d'une Académie wallonne de Belgique.

La Fédé en appelle à la création d'une véritable mystique wallonne à Louvain. Le journal de la Fédé doit devenir l'expression de la culture wallonne et latine à Louvain.